# 竹中誉
竹中 誉（たけなか ほまれ、1970年（昭和45年）7月7日 - ）は、日本の政治家。岐阜県池田町長（1期）。　

## 経歴
池田町立八幡小学校、池田町立池田中学校、岐阜県立大垣北高校を経て、1995年に大阪大学法学部を卒業。大学卒業後は大垣共立銀行に入行した。
2003年、プルデンシャル生命保険に入社。
新人2人が立候補し、池田町としては12年ぶりの町長選挙となった2023年1月29日投開票の池田町長選挙に無所属新人として出馬するも、現職で6選目を目指す岡崎和夫に及ばす次点で落選。
※当日有権者数：18,886人 最終投票率：58.29%（前回比：pts）
| 候補者名 | 年齢 | 所属党派 | 新旧別 | 得票数  | 得票率 | 推薦・支持 |
| -------- | ---- | -------- | ------ | ------- | ------ | ---------- |
| 岡﨑和夫 | 74   | 無所属   | 現     | 4,467票 | 40.84% |            |
| 竹中誉   | 52   | 無所属   | 新     | 3,731票 | 34.11% |            |
| 柳生一成 | 67   | 無所属   | 新     | 2,739票 | 25.04% |            |

女性職員に対するセクシャルハラスメント認定により辞職した岡崎和夫の後任を決める、2024年6月9日投開票の池田町長選挙に無所属新人として立候補。投開票の結果、同じく無所属で立候補した、岐阜県職員の柳生一成や元兵庫県議会議員の小西彦治を破り初当選。前職が既に辞任していたため、翌10日朝に役場へ初登庁した。
※当日有権者数：18,515人 最終投票率：51.89%（前回比：6.40pts）
| 候補者名 | 年齢 | 所属党派 | 新旧別 | 得票数  | 得票率 | 推薦・支持 |
| -------- | ---- | -------- | ------ | ------- | ------ | ---------- |
| 竹中誉   | 53   | 無所属   | 新     | 7,150票 | 75.49% |            |
| 柳生一成 | 68   | 無所属   | 新     | 1,928票 | 20.36% |            |
| 小西彦治 | 52   | 無所属   | 新     | 393票   | 4.15%  |            |